# Акерсэльва
Акерсэльва (норв. Akerselva) — река в Осло, столице Норвегии. Вытекает из озера Маридальсванн. Течёт на юг. Впадает у Оперного театра Осло и Музея Мунка в залив Бьёрвика Осло-фьорда Северного моря. Длина реки — около 9 км. Площадь водосборного бассейна — 252 км².

## Название

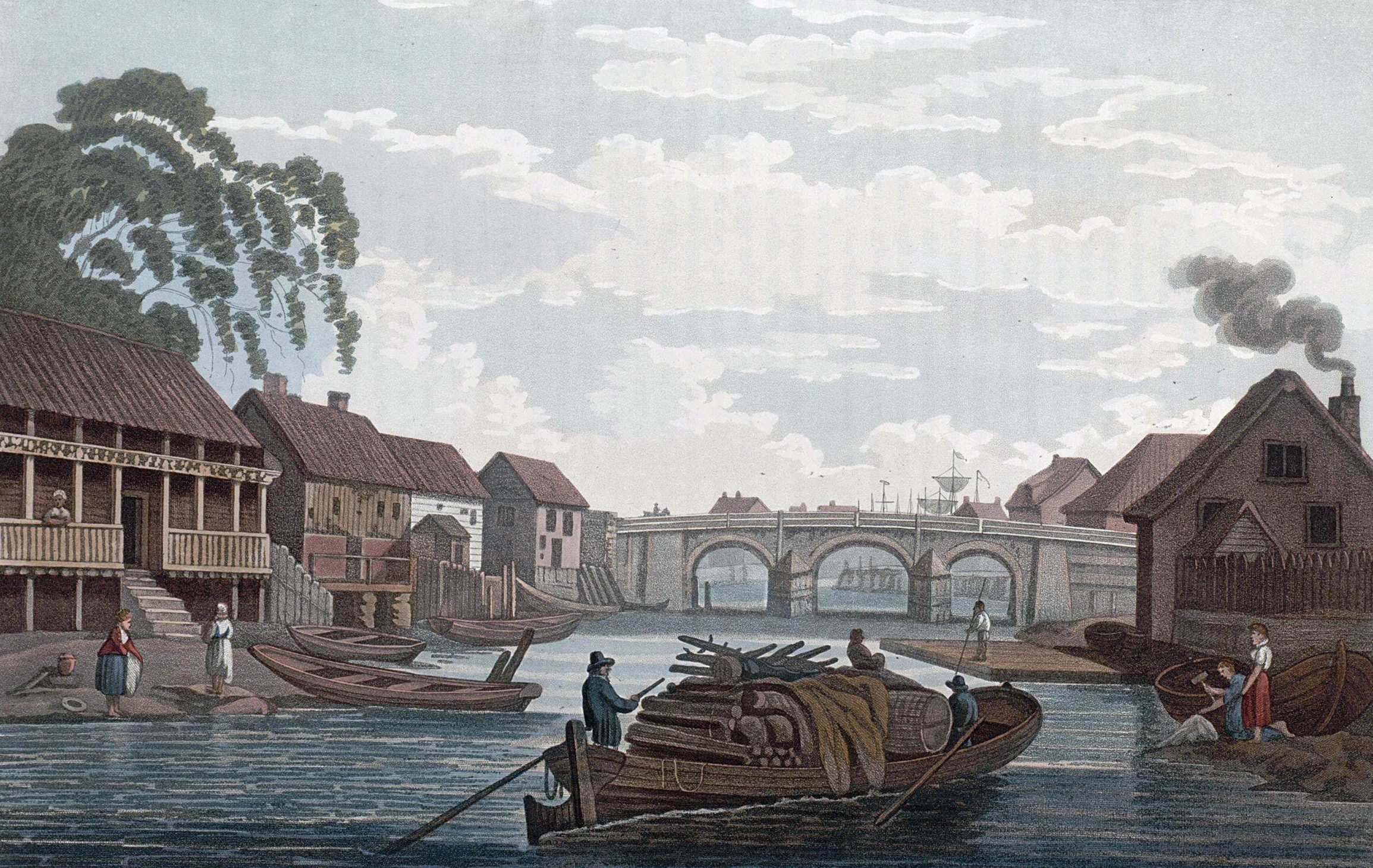
Старый Фатерландский мост на рисунке Эди, Джон Уильям (ок. 1760—1817/20)

В исландской саге о Сверрире начала XIII века река упоминается как Фрюсья (др.-сканд. Frysja) от fruse (bruse) — пениться или fryse — замерзать.
В рескрипте короля Кристиана IV от 17 октября 1636 года река упоминается как Aggershuses elv. Получила название от старой крепости Акерсхус, построенной у устья реки. Крепость Акерсхус названа по ферме Акер (Aker от aker — пашня, поле), владевшей полуостровом, на которой построена крепость. Название Aggershuses elv было слишком громоздким. Оно было упрощено до Aggers elv. На карте Христиании 1794—1795 годов река обозначена как Agger’s — eller den saa kaldede Waterland’s — elv («Аггерс-эльв, так называемая Ватерланд-эльв»). Ватерланд (Waterland) — пригород Христиании в устье Акерсэльвы, ныне район Осло Фатерланд (Vaterland). Затем Aggers elv упрощено до Agers elv, прежде чем получило более норвежское звучание Акерсэльва (Akerselva).

## Использование

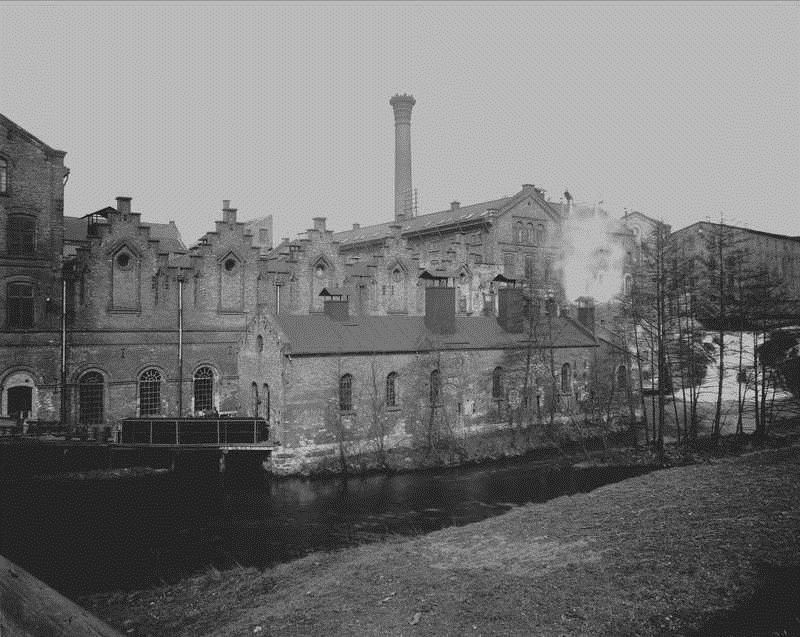
Ткацкая фабрика Hjula Væveri, сфотографированная около 1910 года Беэр Вильсе, Андерс (1865—1949)

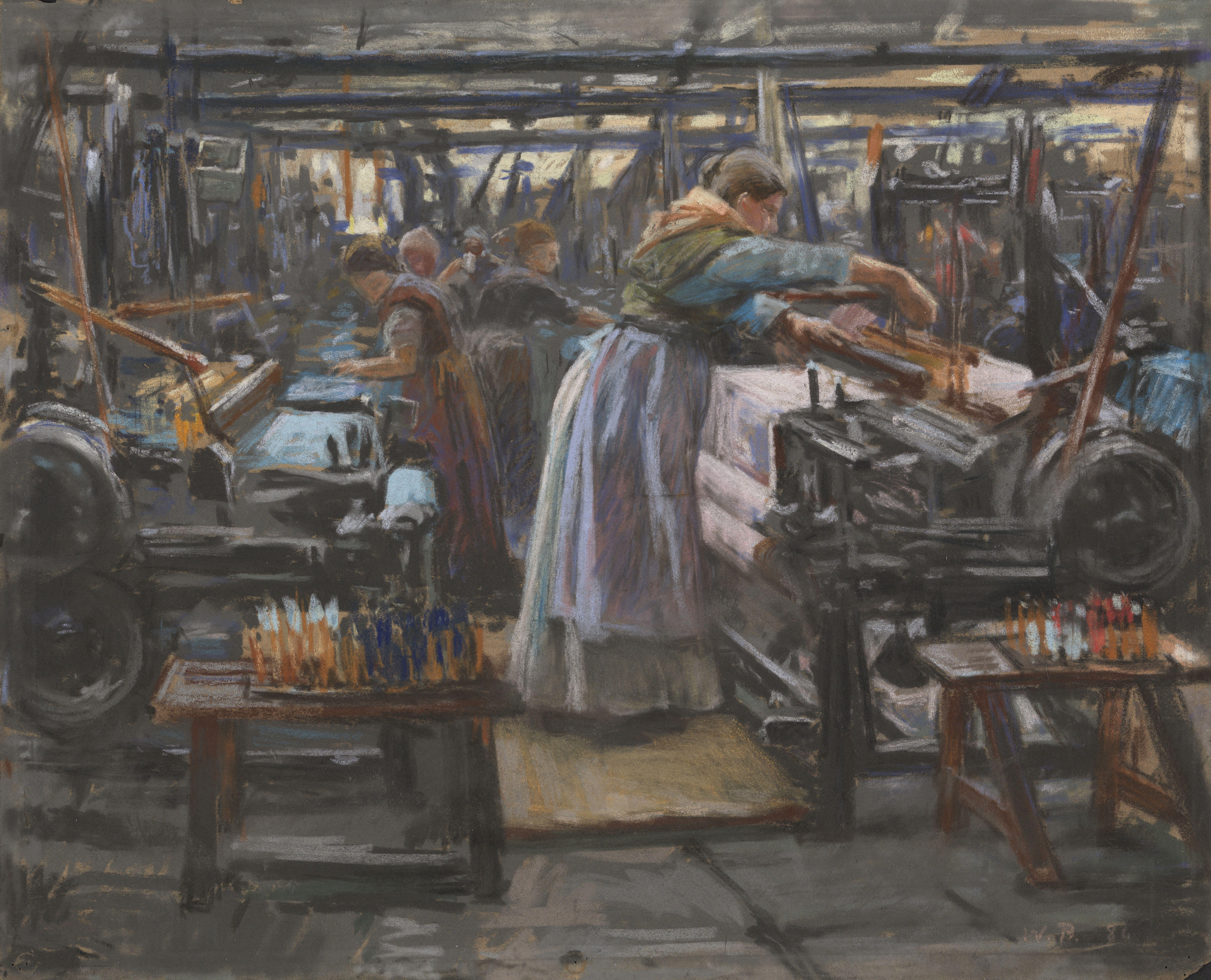
Петерс, Вильгельм (художник). На ткацкой фабрике Hjula (1886)
С конца XIX века многие женщины пошли работать на фабрики. Ткацкая фабрика Hjula Væveri в Осло была типичным женским предприятием

В прошлом небольшая, но бурная Акерсэльва использовалась как источник энергии. На берегах реки строились водяные мельницы и лесопилки.
В 1840-х годах Христиания начала развиваться. На берегах Акерсэльвы началось строительство промышленных предприятий. В 1846 году начала работу хлопкопрядильная фабрика Vøiens, построенная промышленником Кнудом Грохом (1817—1909). После пожара построено в 1860 году новое четырехэтажное здание фабрики (архитектор Олуф Ролл, 1818—1906). В 1847 году построена хлопкопрядильная фабрика Nydalens Compagnie по проекту Олуфа Ролла. Текстильная фабрика построена по английскому образцу, рабочих обучали английские квалифицированные рабочие. В 1855 году промышленник Хальвор Скоу (1823—1879) построил по проекту Олуфа Ролла ткацкую фабрику Hjula Væveri — крупнейшую в 1880-х годах в Норвегии. По проекту архитектора Петера Хойера Хольтермана (1820—1865) в 1857—1858 годах построены корпуса ткацкой фабрики Christiania Seildugsfabrik, основанной в 1856 году и производившей паруса. В 1873 году создан литейный завод Vulkan, который специализировался на производстве стальных мостов. К концу 1920-х годов на берегах Акерсэльвы создана плотная застройка. В 1930—1970-х годах проводилась уплотнительная застройка. В 1938 году построено здание компании Oslo Lysverker, где производились световое оборудование и трансформаторы. В 1953 году построен зерновой элеватор высотой 53 м, состоявший из 21 башен диаметром 5,5 м в три ряда.
По исследованиям Акселя Хольста (1860—1931), Магнуса Ейршволда (Magnus Meklenborg Geirsvold; 1867—1936) и Сигваля Шмидт-Нильсена (1877—1956) загрязнение Акерсэльвы и гавани Христиании было значительным, несмотря на то, что экскременты туда не спускаются. Осаждение начиналось уже в Акерсэльве, уже в середине города происходили процессы гниения, распространяющие противный запах. Разжижение стоков водами реки и гавани недостаточное и самоочищение невозможно.
В конце 1950-х закрылся завод Vulkan. Фабрика Hjula Væveri закрыта в 1957 году. Производство на фабрике Christiania Seildugsfabrik остановлено в 1960 году. К концу XX века промышленные предприятия на берегах Акерсэльвы были закрыты.
На базе исторического промышленного района на берегах Акерсэльвы в центре Осло в результате ревитализации создан культурно-образовательный кластер. Художественная школа Эйнара Гранума переехала в 2000 году в здание фабрики Christiania Seildugsfabrik. В 2001 году в зерновом элеваторе открыто студенческое общежитие района Грюнерлёкка Grünerløkka studenthus. В 2001 году в здание Oslo Lysverker переехала Высшая школа архитектуры и дизайна в Осло (AHO). В 2003 году в здание фабрики Christiania Seildugsfabrik переехала Национальная академия художеств в Осло (KHiO).
Пешеходный мост через Акерсэльву соединил KHiO и AHO.
Дно Акерсэльвы очищено от отходов промышленного производства. Вдоль берегов реки создан ландшафтный парк. Сейчас этот парк называют «Зелёные лёгкие Осло» (Oslos grønne lunge).
В 2004 году началась ревитализация территории завода Vulkan. В 2005 году сюда переехала художественная школа Эйнара Гранума, в 2008 году — танцевальная сцена Dansens Hus. В 2010 году построено новое здание концертного комплекса Vulkan Arena, в 2011 году — новое здание отеля Scandic Vulkan. В 2011 году в новое здание переехала школа рекламы Вестердала, ставшей в 2017 году частью Университетского колледжа Кристиании. В 2012 году открыт фуд-холл Mathallen Oslo. Также здесь открыт крытый скалодром Vulkan Klatresenter.
В 2004 году в здание трансформаторной подстанции переехал Норвежский центр дизайна и архитектуры (DOGA).

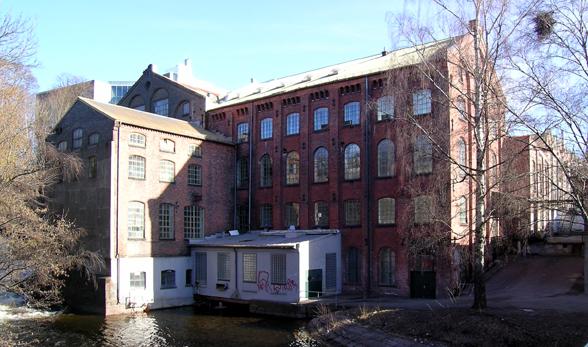
Национальная академия художеств в Осло (KHiO)
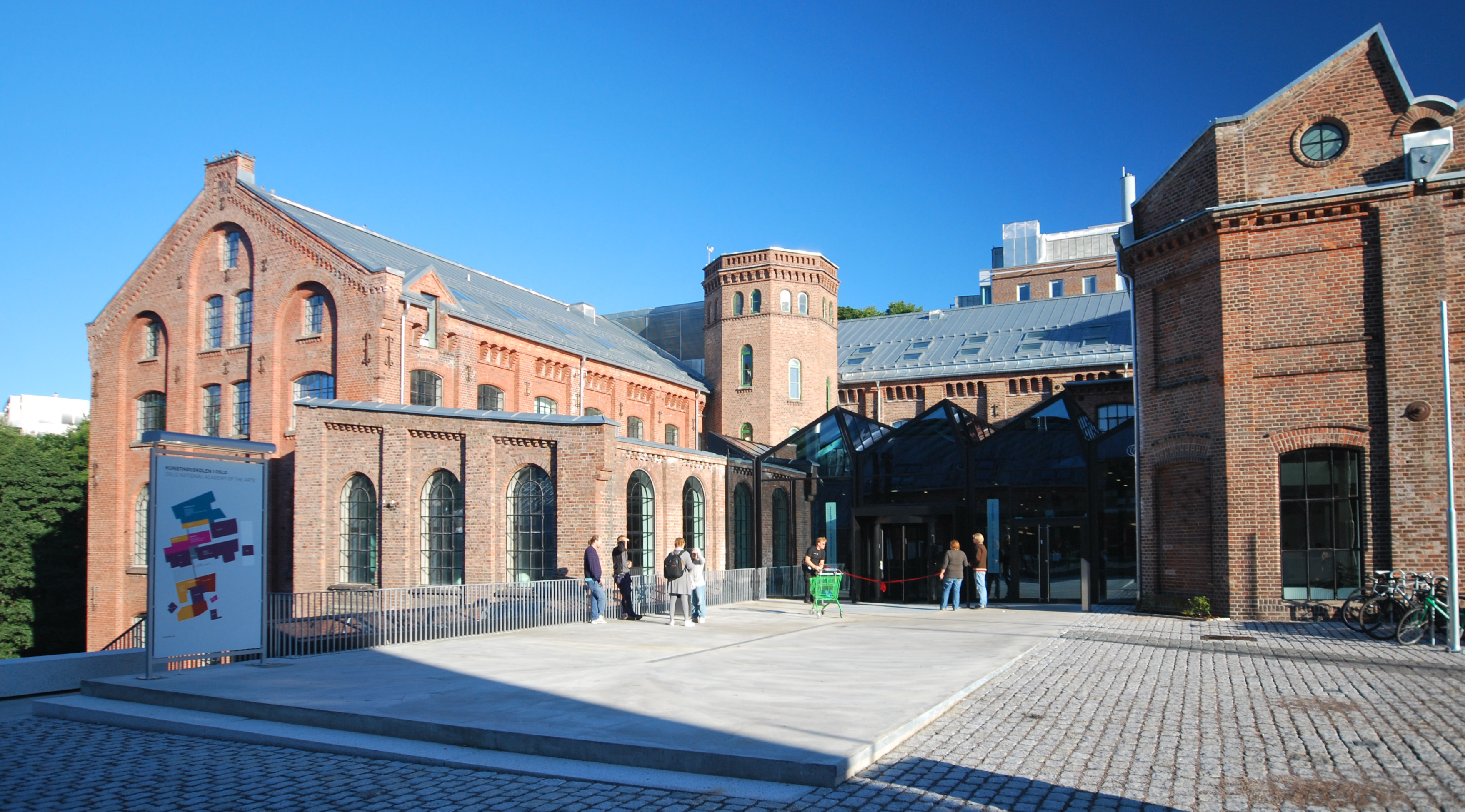
Национальная академия художеств в Осло (KHiO)
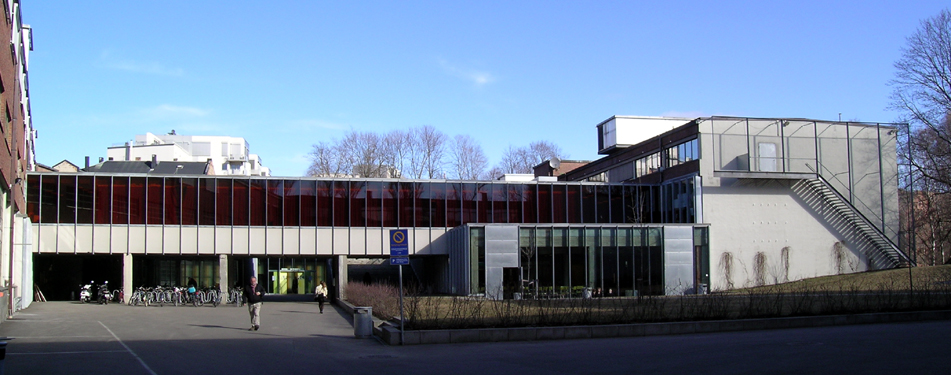
Высшая школа архитектуры и дизайна в Осло[англ.] (AHO)
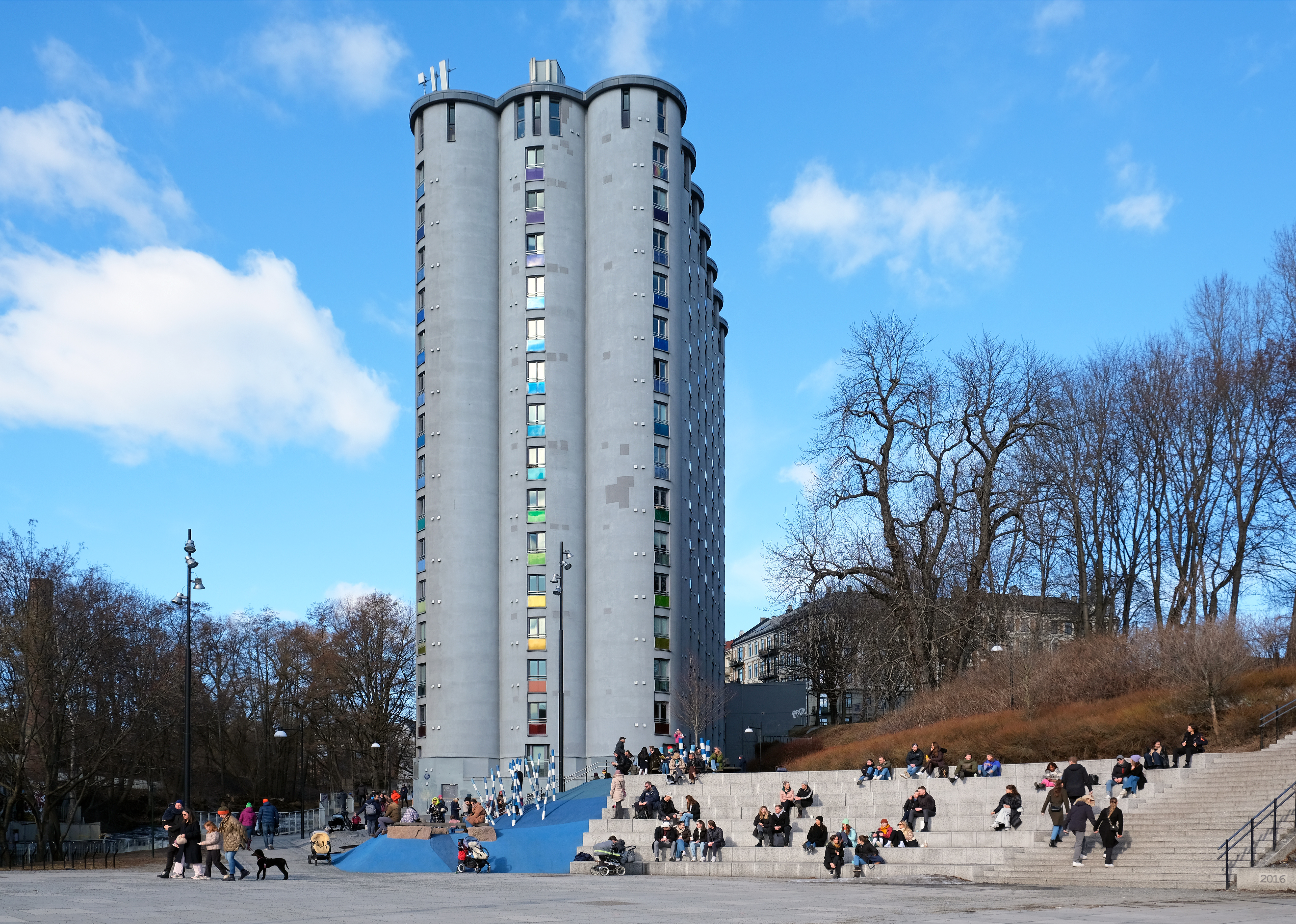
Бывшее здание зернового элеватора — студенческое общежитие района Грюнерлёкка Grünerløkka studenthus[норв.]
Фуд-холл Mathallen Oslo[норв.]
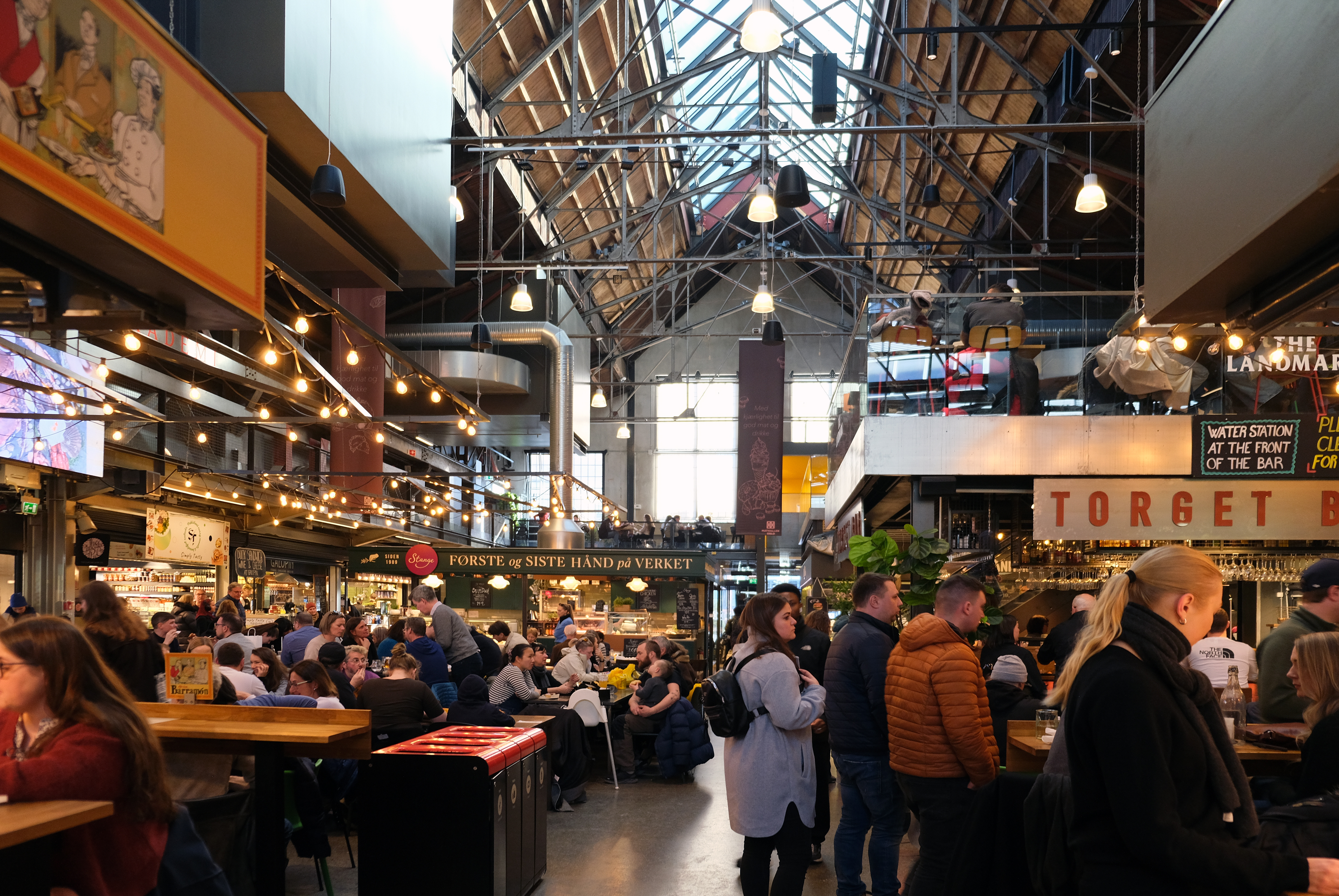
Внутреннее пространство фуд-холла Mathallen Oslo[норв.]
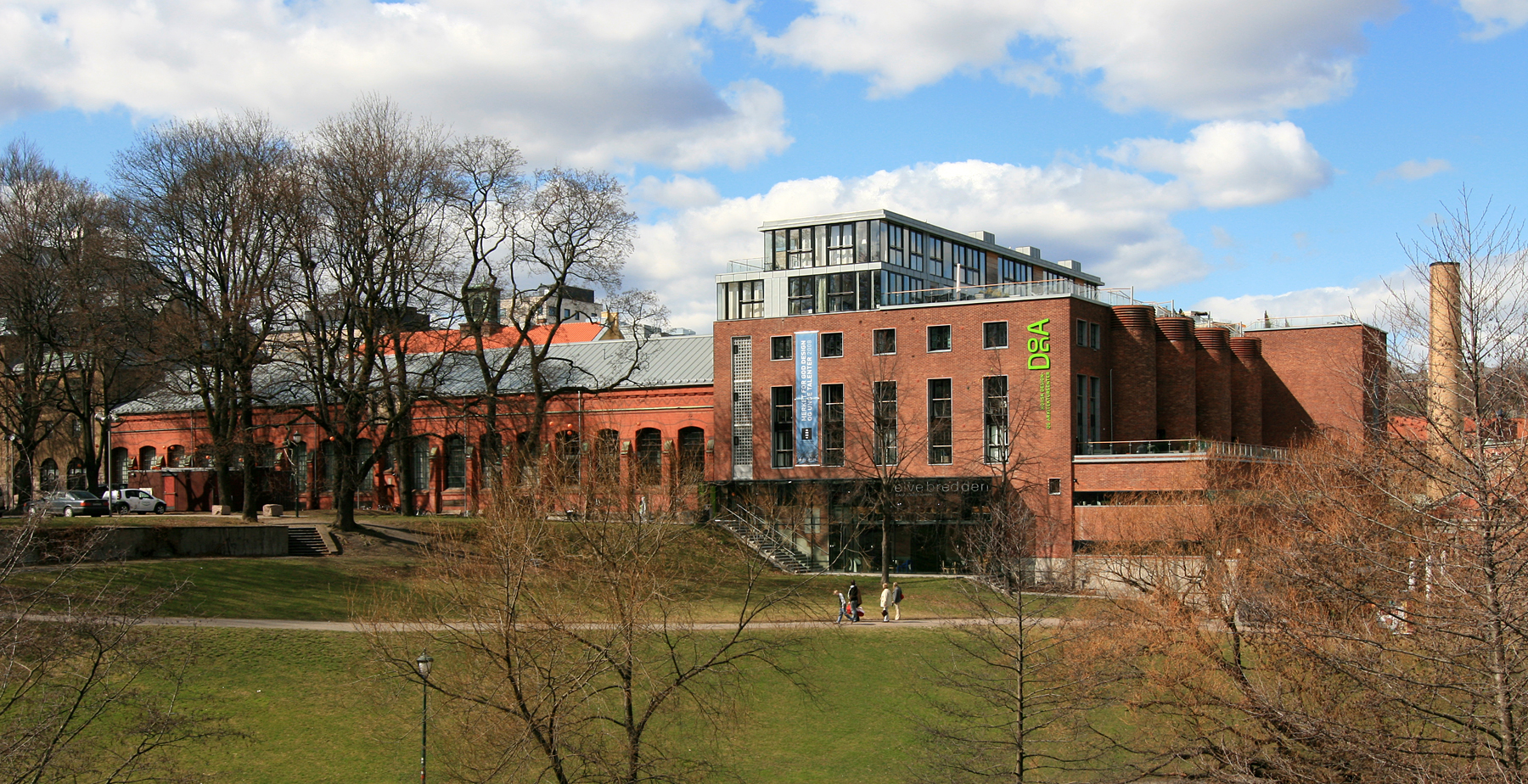
Норвежский центр дизайна и архитектуры[норв.] (DOGA)